# Squali!
Squali! (Sharks: Part 1 e Sharks: Part 2) è un film del 1979 diretto da Alan J. Levi e interpretato da Lee Majors, Richard Anderson e Pamela Hensley. Il film è parte del media franchise L'uomo da sei milioni di dollari

## Trama
Un ex ufficiale, radiato dalla marina degli Stati Uniti d'America, organizza una base subacquea segreta con l'intento di catturare un sofisticato sottomarino nucleare. Una volta raggiunto lo scopo il suo intento è quello di ricattare l'intero pianeta. A porre rimedio a questa disperata situazione interviene un colonnello dell'esercito dotato di poteri speciali, acquisiti a seguito di un incidente,

## Produzione
Seppur distribuito in Italia come pellicola cinematografica, il film è costituito dai primi due episodi della quinta stagione della serie televisiva L'uomo da sei milioni di dollari: Squali - 1ª parte e Squali - 2ª parte (Sharks: Part 1 e Sharks: Part 2, originalmente trasmessi rispettivamente l'11 e il 18 settembre 1977), all'epoca ancora inediti al pubblico italiano, montati insieme. All'epoca la serie televisiva era già celebre negli States ma era ancora inedita per il pubblico italiano.

## Distribuzione
La pellicola è stata distribuita nei cinema italiani a partire dal mese di ottobre del 1979.